# Systoechus rudebecki
Systoechus rudebecki är en tvåvingeart som beskrevs av Hesse 1955. Systoechus rudebecki ingår i släktet Systoechus och familjen svävflugor.
Artens utbredningsområde är Namibia. Inga underarter finns listade i Catalogue of Life.